# Луиз Бегшоу
Луиз Бегшоу (на английски: Louise Daphne Mensch, родена като Bagshawe, е английска писателка, авторка на произведения в жанра чиклит.

## Биография
Луиз Бегшоу е родена на 28 юни 1971 г. в Лондон, Англия. Има 2 по-малки сестри и брат. Едва на 18-годишна възраст тя е обявена за „Млад поет на годината“ в католическото девическо училище в Съри през 1989 г. Завършила е английска литература в Оксфорд.
Известно време работи в музикалната индустрия. След това става автор на „чиклит“ романи, насочени към младите жени. Първият ѝ роман е „Работещи момичета“, публикуван през 1995 г. Последният ѝ роман е „Страст“, издаден във Великобритания през май 2009 г.
Наред с другите дейности тя става и политически активист. 14-годишна постъпва в Консервативната партия, вдъхновена от тогавашния министър-председател Маргарет Тачър. През 1996 г. за кратко преминава в Лейбъристката партия на Тони Блеър. През 1997 г. се връща в Консервативната партия.
Луиз Бегшоу се занимава с благотворителни организации, които подкрепят бездомните и болните от ХИВ и СПИН.
Тя е щастливо омъжена и майка на 3 деца. Сестра е на Тили Багшоу – журналистка на свободна практика и авторка на романите „Всичко си има цена“ и „Дуел“.

## Произведения

### Като Луиз Бегшоу

#### Самостоятелни романи
- Работещи момичета, Career Girls (1995)
- Филмът, The Movie (1996) – издаден още като „Triple Feature“
- Непокорни момичета, Tall Poppies (1997)
- Нежна завист, Venus Envy (1998)
- Жена от класа, A Kept Woman (2000) – издаден още като „For All the Wrong Reasons“
- Когато тя беше лоша, When She Was Bad... (2001)
- Дяволът в теб, The Devil You Know (2003)
- Родена в понеделник, Monday's Child (2004) издадена още като „The Go-To Girl“
- Родена във вторник, Tuesday's Child (2005)
- Искри, Sparkles (2006)
- Блясък, Glamour (2007)
- Наследнички, Glitz (2008)
- Страст, Passion (2009)
- Желание, Desire (2010)
- Съдба, Destiny (2011)

### Като Луиз Менч

#### Самостоятелни романи
- Beauty (2014)
Красота, изд.: ИК „Хермес“, Пловдив (2014), прев. Нина Руева
- Career Game (2015)